# Stretton (Warrington)
Stretton ist eine Gemeinde (civil parish) in der englischen Unitary Authority Warrington in der Region North West England. Im Jahr 2022 zählte sie 1.485 Einwohner. Stretton ist ein südlicher Vorort von Warrington.